# Hypohippus
L'ipoippo (gen. Hypohippus) è un equide fossile, vissuto nel Miocene superiore (circa 10 milioni di anni fa) in Nordamerica.

## Un grande cavallo primitivo
La taglia di questo animale era già notevole (le dimensioni erano di poco inferiori a quelle di un odierno cavallo), ma molte caratteristiche lo denotano come una forma particolarmente primitiva. Infatti, mentre gran parte degli equidi dello stesso periodo (come Merychippus) erano dotati di uno zoccolo centrale e di due più piccoli laterali per correre nelle praterie che si stavano sviluppando nel corso del Miocene, l'ipoippo era ancora dotato di zampe primitive con tre dita ben sviluppate, che poggiavano sul terreno allargandosi e fornendo un appoggio sicuro. 

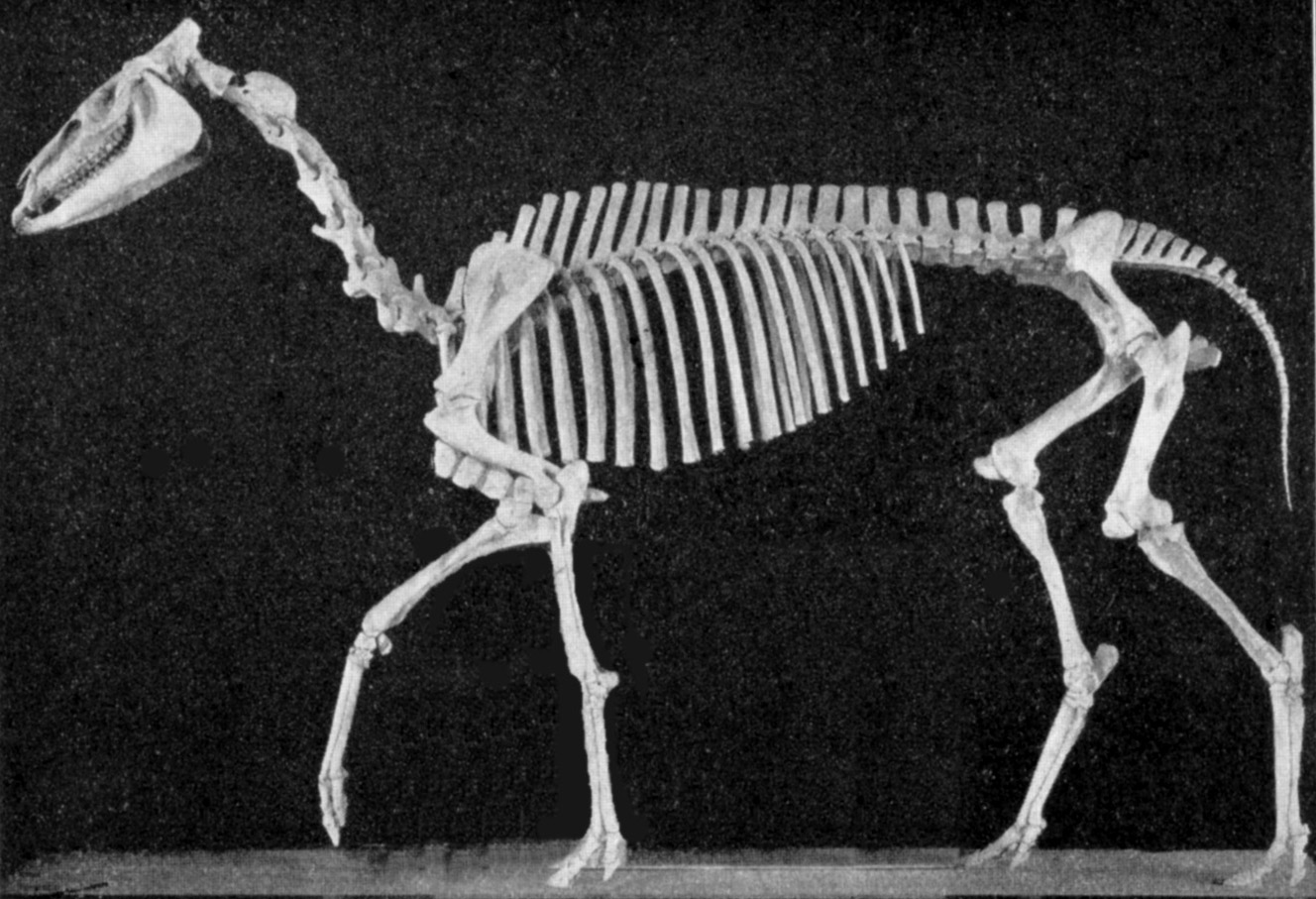
Scheletro di Hypohippus osborni

Il cranio, inoltre, era dotato di denti bassi e larghi, ideali per cibarsi del fogliame di foresta e non dell'erba dura delle praterie. In sostanza, l'ipoippo assomigliava a una versione ingrandita del suo antenato Mesohippus, dell'Oligocene. Altri equidi particolarmente grandi e primitivi, sempre della stessa epoca, erano Megahippus degli USA e Sinohippus della Cina.